# Ron Parker
Ron Parker (17 agosto 1987) è un ex giocatore di football americano statunitense che ha giocato nel ruolo di cornerback per i Kansas City Chiefs dei National Football League. Fu firmato dai Seattle Seahawks come free agent non scelto nel Draft NFL 2011. Al college ha giocato a football a Newberry College.

## Carriera universitaria
Parker al college giocò con i Newberry Wolves, squadra rappresentativa dell'Università di Newberry.

## Carriera professionistica

### Seattle Seahawks
Al draft NFL 2011 non fu selezionato ma in seguito venne firmato tra i rookie non scelti dai Seattle Seahawks, da cui venne tagliato poco dopo.

### Oakland Raiders
Parker successivamente firmò coi Raiders. Venne inserito nella squadra d'allenamento il 26 settembre 2011 e scelse il numero di maglia 36.
Il 1º ottobre fu promosso nel roster attivo al posto del wide receiver Nick Miller. Debuttò nella NFL il 2 ottobre nella sconfitta contro i New England Patriots. In totale coi Raiders giocò tre partite.

### Ritorno ai Seahawks
Dopo essere stato svincolato dai Raiders, Parker rifirmò coi Seahawks, con cui nella stagione 2011 giocò due partite, nessuna delle quali da titolare.

### Kansas City Chiefs
Dopo avere fatto brevemente parte dei Carolina Panthers e di nuovo dei Seahawks, Parker nel 2013 firmò coi Kansas City Chiefs con cui nella stagione 2014 divenne stabilmente titolare della squadra, terminando con i primati personali in tackle (94) e intercetti (3). L'anno successivo invece mise a segno 5 sack.

## Statistiche
| Partite totali             | 58  |
| Partite totali da titolare | 16  |
| Tackle totali              | 192 |
| Sack                       | 7,0 |
| Intercetti                 | 6   |
| Fumble forzati             | 3   |

Statistiche aggiornate alla stagione 2015